# Sneakernight
«Sneakernight» — перший, і єдиний, сингл другого студійного альбому американської поп-співачки Ванесси Гадженс — «Identified». Реліз в США відбувся 13 червня 2008, в Австралії 15 січня 2009, і в Німеччині 6 лютого 2009. На ITunes пісня вийшла 27 травня 2008.

## Музичне відео
Прем'єра відеокліпу відбулась на «Disney.com» 13 червня 2008 і на «MTV's» TRL 1 липня 2008. Режисер — Мальколм Джонс.

## Мікси
Німецький сингл
1. «Sneakernight»
2. «Sneakernight» (Mr. Mig Retrogroove Edit)
3. «Sneakernight» (Albert Castillo Radio Mix)

Міні-альбом із реміксами
1. «Sneakernight» Albert Castillo Club Mix
2. «Sneakernight» Albert Castillo Radio Edit
3. «Sneakernight» Mr. Mig Dub
4. «Sneakernight» Mr. Mig Retrogroove Extended Mix
5. «Sneakernight» Mr. Mig Retrogoove Radio Edit
6. «Sneakernight» Mr. Mig Rhythm Tribal Extended
7. «Sneakernight» Mr. Mig Rhythm Tribal Radio Edit

## Чарти
| Чарт (2003)                         | Місце |
| ----------------------------------- | ----- |
| Australian ARIA Singles Chart       | 94    |
| Canadian Hot 100                    | 95    |
| U.S. Billboard Billboard Hot 100    | 88    |
| U.S. Billboard Hot Dance Club Songs | 8     |